# Knema globularia
Knema globularia là một loài thực vật có hoa trong họ Myristicaceae. Loài này được (Lam.) Warb. mô tả khoa học đầu tiên năm 1897.